# Francesco Barberini
Francesco Barberini, född 23 september 1597 i Florens, död 10 december 1679 i Rom, var en italiensk kardinal och framstående konstmecenat. Han utsågs till kardinaldiakon av Sant'Onofrio 1623.